# Nimrod (Izrael)
Nimrod (hebrejsky: נִמְרוֹד, podle stejnojmenné pevnosti Nimrod, která leží cca 3 kilometry severozápadně odtud) je izraelská osada na Golanských výšinách v Oblastní radě Golan.
Vesnice se nachází v nadmořské výšce 1100 metrů a jde tak o nejvýše položené židovské sídlo v Izraeli. Leží cca 55 kilometrů severovýchodně od města Tiberias, cca 85 kilometrů severovýchodně od Haify a cca 160 kilometrů severovýchodně od centra Tel Avivu. Je situována na náhorní plošině v severní části Golanských výšin, na jižním úbočí masivu Hermon. Východním směrem terén prudce spadá do údolí Nachal Sa'ar.
Osada je situována v části Golanských výšin s výrazným podílem arabského respektive drúzského obyvatelstva. 3 kilometry severovýchodně od Nimrod leží drúzské město Madždal Šams. Vesnice je na dopravní síť Golanských výšin napojena pomocí příjezdové cesty, která vede do Madždal Šams a tam ústí do lokální silnice číslo 9898.

## Dějiny
Nimrod leží na Golanských výšinách, které byly dobyty izraelskou armádou v roce 1967 a jsou od té doby cíleně osidlovány Izraelci. Tato osada byla založena 31. ledna 1982 jako polovojenské sídlo typu Nachal. Slavnostní otevření se konalo na jaře 1982 během oslav izraelského Dne nezávislosti. Popudem ke vzniku osady byly nepokoje a stávka, které na Golanských výšinách vypukly mezi tamním drúzským obyvatelstvem poté, co Izrael v roce 1981 Golanské výšiny oficiálně anektoval. Osada měla zaujmout strategickou polohu na vrcholu kopce, ze kterého je vidět na všechny hlavní drúzské vesnice a města v tomto regionu. V prvních letech byl Nimrod polovojenským opěrným bodem a sousedil s vojenskou základnou. I obyvatelstvo v Nimrodu tvořily rodiny vojáků.
V lednu 1999 byl Nimrod přeměněn na ryze civilní sídlo. Jde o malou vesnici polooficiálního charakteru. Obyvatelé se živí turistickým ruchem (turistické ubytování).

## Demografie
Přesné údaje o počtu obyvatel v Nimrod nejsou k dispozici, protože v oficiálních statistických výkazech není osada považována za samostatnou sčítací jednotku. V roce 2008 se zde uvádí šest trvale žijících rodin.